# Ibrahim Bah
Ibrahim Bah (ur. 8 marca 1969) – sierraleoński piłkarz występujący na pozycji obrońcy.

## Kariera klubowa
W 1996 roku był zawodnikiem sierraleońskiego klubu Ports Authority, a w latach 1998–2001 występował w zespole Shepshed Dynamo z siódmej ligi angielskiej.

## Kariera reprezentacyjna
W 1996 roku Bah został powołany do reprezentacji Sierra Leone na Puchar Narodów Afryki, zakończony przez Sierra Leone na fazie grupowej. Zagrał na nim w meczach z Burkina Faso (2:1), Algierią (0:2) i Zambią (0:4).